# Ephesiella abyssorum
Ephesiella abyssorum är en ringmaskart som först beskrevs av Hansen 1878.  Ephesiella abyssorum ingår i släktet Ephesiella och familjen Sphaerodoridae. Inga underarter finns listade i Catalogue of Life.